# Carta marina
Carta marina је назив за најранију карту нордијских земљи која показује детаље и имена места. Познате су само 2 карте које су раније направљене, она Јакоба Зиглера из 1532. године и она Клаудиса Клавуса из 15. века. 
Мапа је настала у Риму, 1539. године од стране Олауса Магнуса (1490–1557) 